# Missy Giove
Melissa "Missy" Giove (Nova Iorque, Nova Iorque, 20 de janeiro de 1972) é uma ex-ciclista profissional norte-americana de downhill mountain bike. Ao longo de sua carreira, ela conquistou 14 títulos nacionais de downhill no NORBA (National Off Road Bicycle Association) e 11 Copas do Mundo UCI. Outras conquistas de Giove incluem três títulos gerais de downhill no NORBA, duas classificações gerais na Copa do Mundo e o título do Campeonato Mundial UCI de 1994. Ela também participou do jogo Downhill Domination, para PlayStation 2.

## Carreira
Missy Giove nasceu em Manhattan, Nova Iorque. Ela correu pela Yeti Cycles, junto com outros corredores: Myles Rockwell, Jimmy Deaton, John Tomac e Johnny O'Mara, administrados pelo ex-proprietário da Yeti Cycles, John Parker, da equipe de ciclismo Volvo-Cannondale USA.
Ela foi uma das primeiras estrelas internacionais femininas do mountain bike na década de 1990. Em 1993, em Métabief, França, em 1996, em Cairns, Austrália, e em 2002, em Kaprun, Áustria, ela conquistou a medalha de bronze na modalidade downhill nos Campeonatos Mundiais de Mountain Bike. Em 1994, ela se tornou campeã mundial em Vail, nos Estados Unidos.
Giove correu usando o corpo ressecado de sua falecida piranha de estimação, Gonzo, em volta do pescoço, o que se tornaria uma campanha de marketing para a Cannondale.
Em 2015, ela se classificou em 17º lugar na corrida da Copa do Mundo de Downhill em Windham, Nova Iorque, +36,558 segundos atrás do tempo de Rachael Atherton, que finalizou com 3:05.135.
Em 2016, entrou para o Hall da Fama do Mountain Bike.
Giove também é protagonista no livro Pressure: A Memoir, de Eric Canori, publicado em 2022.

## Problemas judiciais
Em 1999, Giove, juntamente com a Amazon Inc., moveu uma ação judicial contra a Cannondale e a Dirt Camp, Inc. por causa de um catálogo de produtos da Cannondale de 1999 e pediu US$ 2 milhões em danos. Durante o verão e o início do outono de 1998, enquanto Giove ainda era membro da equipe, a Cannondale projetou, publicou e distribuiu seu catálogo de produtos de 1999 com várias fotografias de Giove. Posteriormente, Giove e a Team Sports Mountain Inc. (TMSI) não conseguiram renegociar um contrato, e o contrato TSMI/Amazon expirou em 31 de dezembro de 1998. A Cannondale continuou a distribuir o catálogo de 1999 contendo as fotografias de Giove após o término do contrato TSMI/Amazon.
Em junho de 2009, Giove foi presa pela DEA em Wilton, Nova Iorque, sob a acusação de conspirar para possuir e distribuir 174 quilos de maconha encontrados escondidos em um trailer de carro durante uma abordagem policial de rotina. O caso rendeu mais de US$ 12.515.738 em bens apreendidos na conspiração. Giove se declarou culpada no caso e, em 23 de novembro de 2011, foi condenada a seis meses de prisão domiciliar e cinco anos de liberdade condicional.

## Vida pessoal
Giove é abertamente lésbica. Em 2003, ela apareceu na capa da revista lésbica Girlfriends.
Em 2009, ela foi eleita a 10° melhor atleta LGBT de todos os tempos pela revista esportiva finlandesa Urheilulehti.